# Церковь Воскресения Словущего (Белёв)
Церковь Воскресения Словущего — утраченный православный храм в городе Белёве Тульской области, построенный в честь праздника освящения храма на горе Голгофе в память преславного Воскресения Христова.

## Описание
В письменных источниках церковь упоминается за 1620 год в «Белёвской дозорной книге церквей, посадских черных жилых дворов и дворовых пустых мест города, письма и дозора воеводы Василья Афанасьевича Кирикрейского», где сказано: «Церковь ружная Обнавления Храма Воскресение Господа Бога и Спаса нашего Исуса Христа, древянная, клецки. А в ней: образ меснай Воскресения Христова, на красках, да Царские двери, на красках …».
Церковь располагалась на мысу высокого левого берега речки Малая Вырка — левого притока Оки. Приход состоял из прихожан, проживающих непосредственно вокруг самой церкви (в отличие от других приходов белёвских церквей) и Подмонастырской (Игумновой) слободы. По состоянию на 1895 год общее число прихожан насчитывалось чуть более девятисот человек разных сословий: большая часть — крестьяне и мещане, меньшая — купцы, чиновники, военные. У П. И. Малицкого в «Приходах» особо отмечено занятие прихожан-женщин плетением кружев, которые скупали торговцы и отправляли в города С.-Петербург, Москву, Харьков, Одессу, Киев, Варшаву и Париж. Церковь относится к одной из древних белёвских, а землёй была наделена ещё князьями Новосильскими. По преданию данная церковь построена в память о битве с татарами на берегу Малой Вырки, которое якобы произошло в день обновления храма Воскресения Христова — 13 сентября и закончилось победой белевцев. Церковь являлась ружной и ругу получала из царской казны. В 1719 году, во время пожара, сгорела. Но в 1726 построена заново деревянная, позже пристроен придел иконы Тихвинской Божией Матери. В 1757 эта церковь тоже сгорела дотла, но иконы и церковную утварь спасли. В 1760 году была заложена каменная в то же именование и с тем же приделом. В 1769 освящён Тихвинский придел, а сам храм (без колокольни) — в 1791. Колокольню построили в начале 1800-х годах. В 1860 году в левой части трапезной был устроен придел преподобного Михаила Малеина. В 1891 храм был капитально отремонтирован и стал одним из лучших в Белёве по внутреннему и внешнему виду. С 1893 года при церкви открыта школа грамоты, преобразованная затем в церковно-прихо́дскую. Полностью была разрушена в середине XX века
.